# Quassia amara
Der Quassia amara, Brasilianischer Quassiabaum, Quassiabaum, Quassiaholzbaum, Bitterquassia oder wie einige andere Arten auch Bitterholz genannt, ist eine Pflanzenart in der Familie der Bittereschengewächse (Simaroubaceae). Sie ist in der Neotropis weit verbreitet. Als Quassia werden sowohl der Baum als auch die aus dem Holz gewonnenen Extrakte bezeichnet. Er wird auch als Ziergehölz in den Tropen verwendet.

## Beschreibung

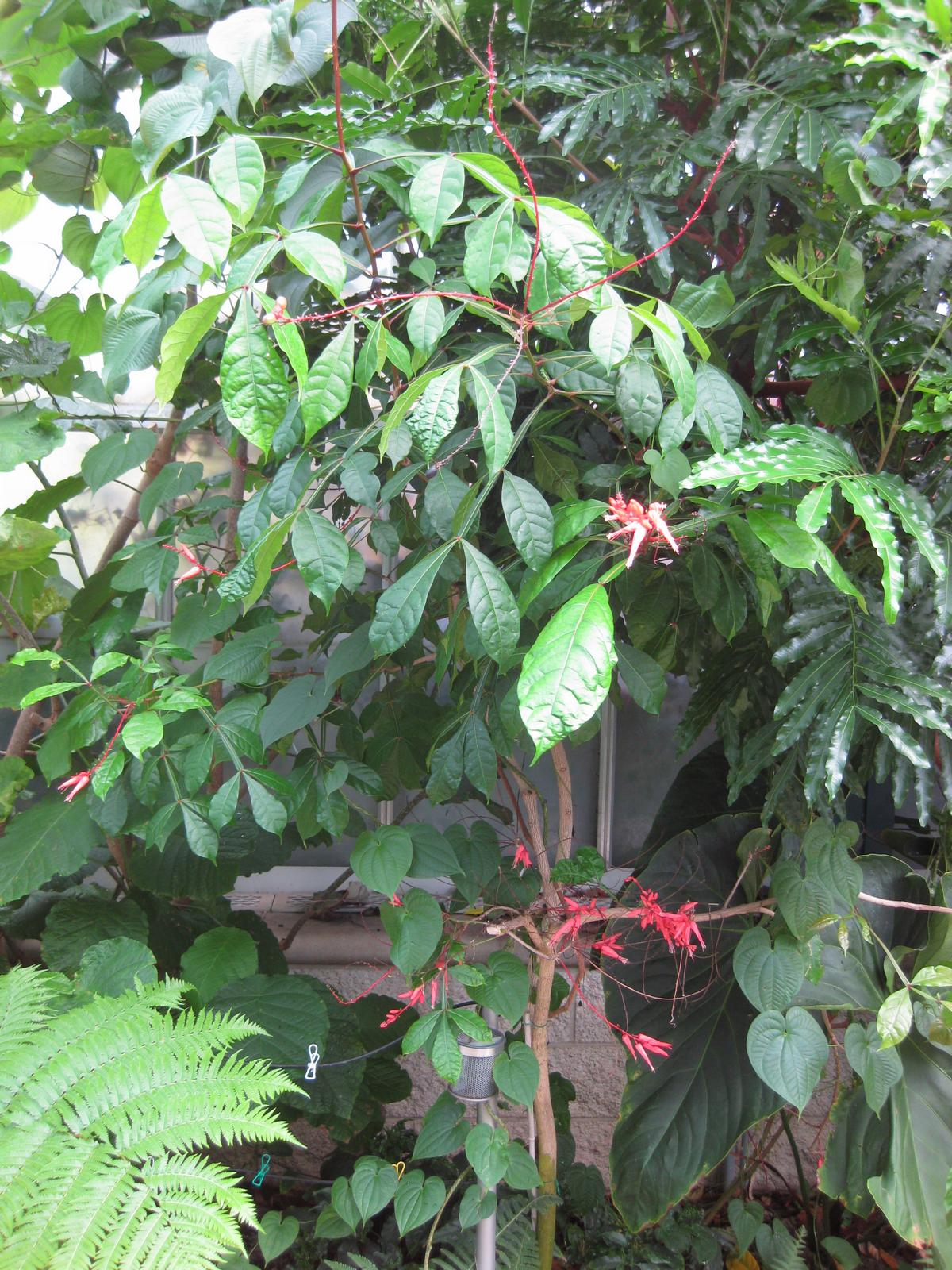
Laubblätter und Blütenstände

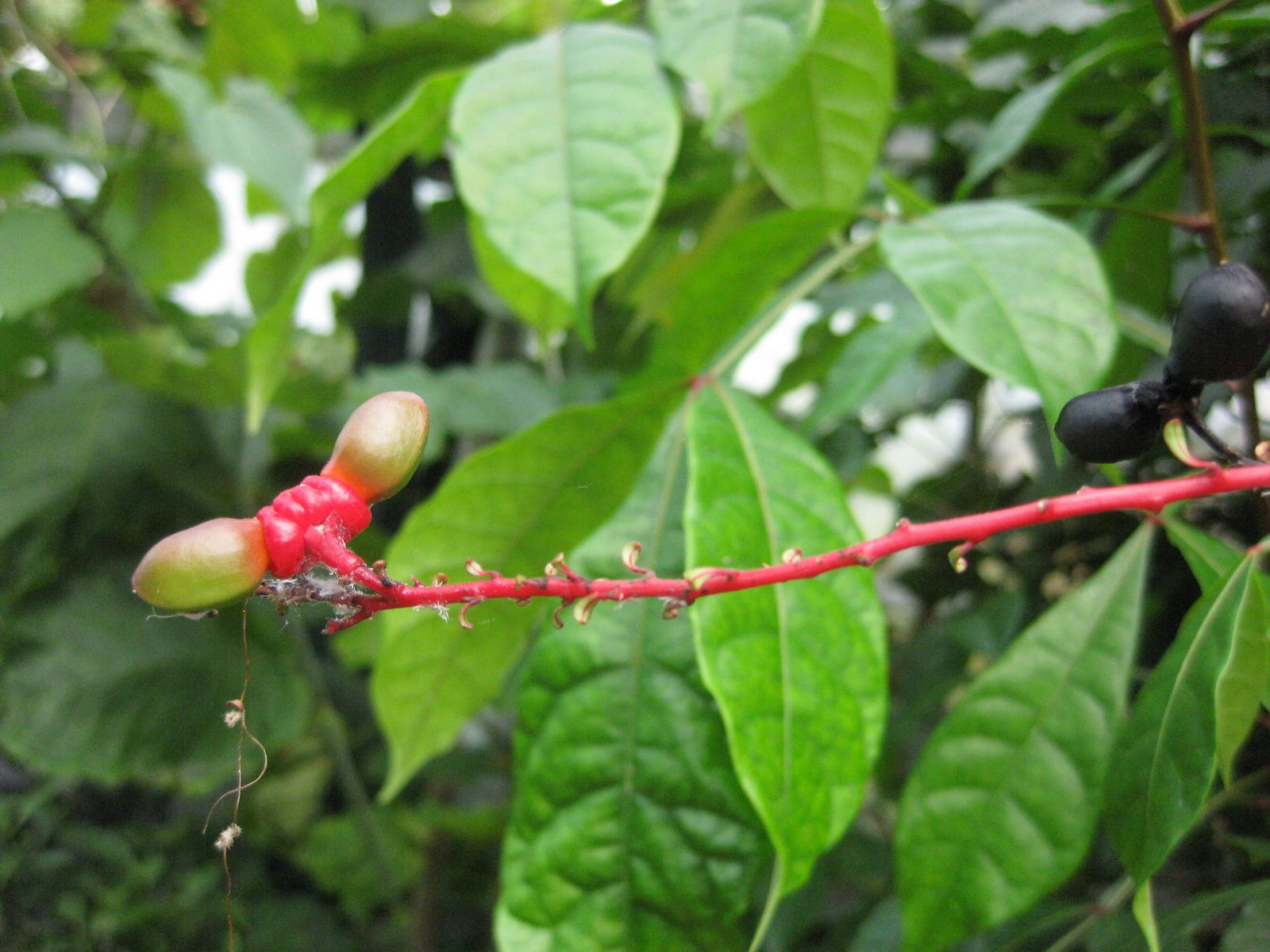
Unreife und reife Früchte

Quassia amara wächst als kleiner Baum, der Wuchshöhen bis 6 Meter erreicht. Die wechselständig angeordneten und gestielten Laubblätter sind unpaarig gefiedert. An der geflügelten, teils rötlichen Blattrhachis sind wenige, ganzrandige, zugespitzte und meist sitzende, meist zugespitzte, verkehrt-eiförmige bis elliptische oder spatelförmige, ganzrandige, ledrige Fiederblättchen angeordnet. Quassia amara besitzt in endständigen und rötlichen, langen, traubigen Blütenständen stehende rote oder fleischfarbene, kegelförmige, gestielte, relativ große, zwittrige und fünfzählige Blüten mit doppelter Blütenhülle. Der Kelch ist klein mit spitzen Zipfeln. Die eilanzettlichen Kronblätter sind ineinander verdreht. Es sind 10 lange, vorstehende Staubblätter vorhanden, die Staubfäden sind an der Basis abgeflacht, hakenförmig und bärtig. Der Fruchtknoten mit fast freien Fruchtblättern, auf einem fleischigen, zylindrischen Diskus (Gynophor), ist oberständig mit einem langen Griffel mit kleiner, kopfiger Narbe.
Es werden Sammelsteinfrüchte, mit 2–5 Einzelfrüchten, auf einem roten und fleischigen Blütenbecher gebildet. Die bei Reife schwärzliche, einzelne und eiförmige bis ellipsoide, glatte, etwa 1–1,5 Zentimeter lange Steinfrucht enthält einen ellipsoiden Steinkern.

## Nutzung
Medizinisch genutzt werden die Blätter, das Holz und die Borke.
Aufgrund der diversen Inhaltsstoffe (z. B. Quassin) wird Quassia zum einen als Heilmittel bei Appetitlosigkeit, Verdauungsbeschwerden, Magen-, Darm und Gallenbeschwerden eingesetzt. Zum anderen wird es auch als Insektizid (Pflanzenschutzmittel) eingesetzt. Der Trivialname „Fliegenholz“ stammt aus diesem Anwendungsgebiet.
Ähnlich genutzt werden Picrasma-Arten die ebenfalls mit Fliegen- oder Bitterholz bezeichnet werden.

## Vorkommen
Quassia amara ist ursprünglich in Costa Rica, Nicaragua, Panama, Brasilien, Peru, Venezuela, Suriname, Kolumbien, Französisch-Guayana, Guyana und auf Trinidad beheimatet. Sie gedeiht im tropischen Regenwald.
Sie wird in einigen tropischen Gebieten der Welt angebaut, beispielsweise auch im westlichen Afrika.

## Taxonomie
Die Erstveröffentlichung von Quassia amara erfolgte 1762 durch Carl von Linné in Species Plantarum. 2. Auflage. Band 1, S. 553. Es ist die Typusart der Gattung Quassia. Synonyme für Quassia amara L. sind: Quassia alatifolia Stokes, Quassia amara fo. paniculata (Engl.) Cronquist, Quassia amara var. grandiflora Hemsl., Quassia amara var. paniculata Engl., Quassia officinalis Rich. Das Artepitheton amargo ist spanisch und bedeutet bitter, dies bezieht sich auf den sehr bitteren Geschmack.